# Johannes Spielmann
Johannes Spielmann (* in Bettmaringen; † 20. März 1532 in St. Blasien) war als Johannes III., Spielmann Abt im Kloster St. Blasien im Südschwarzwald.
Am 7. April 1525 wurde das Kloster, das in dieser Zeit vom Abt Johannes III. Spielmann geleitet wurde, im Zuge des Bauernkrieges ausgeplündert und ein Jahr später, am 11. April 1526, als Racheakt der Bauern für die Hinrichtung ihres Führers Kunz Jehle von diesen völlig eingeäschert. Anschließend sorgte Abt Johannes für die Wiederherstellung des Gebäudes.

## Wappen
Auf blauem Schild ein schräg nach rechts oben zielender roter Pfeil.